# Dwa światy (serial telewizyjny)
Dwa światy (ang. Spellbinder) – polsko-australijski przygodowy serial telewizyjny dla młodzieży, który powstał we współpracy Telewizji Polskiej, Film Australia i Australian Film Finance Corporation, zrealizowany w 1995 r.

## Realizacja
Zdjęcia do serialu były kręcone zarówno w Australii (świat współczesny) (Sydney i Góry Błękitne), jak i w Polsce (świat równoległy) (Jura Krakowsko-Częstochowska, Dubie, Ogrodzieniec, zamek Książ, zamek Czocha w polskiej części). W 1997 r. powstał jego 26 odcinkowy sequel - W krainie Władcy Smoków.

## Emisja
Serial emitowano w wielu krajach, m.in.:
- Polska (TVP: 1995, 1996, 2000, 2003, 2008, 2009, 2010.)
- Australia (Nine Network: 1995),
- USA (Disney Channel: 1996),
- Francja (France 2: 1996).
- Irlandia ITV, Network 2's (RTÉ Two)
- Czechy (TV Prima: 1997, 1998)
- Portugalia (ATP), (Canal Panda: 2002–2004)
- Niemcy (RTL2), (Kika)
- Węgry (RTL Klub 1998)
- Malezja (Metrovision channel)
- Rosja (Rossija 1)

oraz Kuwejt, Wietnam, Kuba, Sri Lanka.

## Opis fabuły
Grupa nastolatków jedzie na szkolny obóz w Góry Błękitne. Wśród nich jest Paul Reynolds, który podczas zabawy w jaskini odkrywa przejście do równoległego świata i przez przypadek trafia do niego. Świat ten jest zupełnie inny od naszego – jego społeczeństwo to w większości prości ludzie żyjący na wsiach, które poziomem cywilizacyjnym przypominają wsie średniowiecznej Europy. W świecie tym rządzą mistrzowie magii (ang. spellbinders), którzy wbrew tytułowi nie posługują się magią, lecz technologią której tajemnice i sposób działania ukrywają przed resztą społeczeństwa – posiadają oni kombinezony energetyczne, zdolne tworzyć w dłoniach użytkownika kule energii, którymi można miotać powodując porażenia lub pożary. Paul próbując zorientować się w swojej nowej sytuacji, natrafia przypadkiem na miejscową rówieśniczkę – Rianę, z którą się zaprzyjaźnia gdy ta ratuje go z opresji. W międzyczasie w świecie chłopaka wszyscy myślą, że ten zaginął lub uciekł z domu. Tylko jego przyjaciele Alex i Katrina znają prawdę. Oboje szukają różnych sposobów, aby Paul mógł powrócić do swego świata. Doprowadzony przed radę mistrzów Paul, zostaje uznany za niebezpiecznego – mistrzowie zaczynają bać się jego wiedzy – na tym tle wywiązuje się między nimi konflikt. Chłopak zostaje uwięziony w lochach zamku. Riana wyrusza mu na ratunek. Wkrótce Paul i Riana zyskują przychylność mistrza Correona; razem odkrywają sekret świata Riany. Starzy mistrzowie dokonując eksperymentów naukowych doprowadzili do katastrofy porównywalnej do wybuchu bomby atomowej, która wyludniła ten świat i doprowadziła do technologicznej zapaści. Correon postanawia pomóc chłopakowi wrócić do domu. Przeciw nim staje jednak mistrzyni Ashka, która chce się dostać do świata Paula i dzięki nowej wiedzy opanować swój świat.

## Wersja polska
- Opracowanie: Telewizja Polska
- Tekst: Krystyna Łozowska na podstawie tłumaczenia Igora Brejdyganta oraz Ewy Osucha
- Czytał: Maciej Gudowski

## Częściowa obsada
- Zbych Trofimiuk – Paul Reynolds (wszystkie 26 odcinków)[1]
- Gosia Piotrowska – Riana (26)
- Brian Rooney – Alex Katsonis (26)
- Michela Noonan – Katrina Muggleton (25)
- Andrew McFarlane – Brian Reynolds (17)
- Heather Mitchell – Ashka (24)
- Krzysztof Kumor – Correon (18)
- Rafał Zwierz – Gryvon (22)
- Joachim Lamża – Lukan (8)
- Hanna Dunowska – Marna (8)
- Piotr Adamczyk – Zander (10)
- Julia Biczysko – Arla (12)
- Stanisław Brejdygant – Summoner (12)
- Erland Buchan – Jal (11)
- Georgina Fisher – Christine Reynolds (15)
- Andrzej Grabarczyk – Bron (16)
- Jarosława Michalewska – Maran (13)
- Judy Morris – Muggleton (9)
- Jadwiga Jankowska-Cieślak – Matka (1)
- Mariusz Czajka – Mort (5)
- Leon Niemczyk – Trom (1)
- Joel Edgerton - Bazza (2)
- Lenka Kripac – Josie (5)
- Paula Forrest – pani Gibson (8)
- Anthony Grey – Nick (8)
- Clarrie Thane – Stavros (7)
- Nina Liu – Lisa (6)
- Jacek Lenartowicz – Borin (6)
- Joshua Lee – Giannos (5)
- David Whitford – strażnik (5)
- Peter Sumner – pan Kennett (4)